# Oelwein (Iowa)
Oelwein es una ciudad ubicada en el condado de Fayette en el estado estadounidense de Iowa. En el Censo de 2010 tenía una población de 6415 habitantes y una densidad poblacional de 510,27 personas por km².

## Geografía
Oelwein se encuentra ubicada en las coordenadas 42°40′18″N 91°54′46″O / 42.67167, -91.91278. Según la Oficina del Censo de los Estados Unidos, Oelwein tiene una superficie total de 12.57 km², de la cual 12.45 km² corresponden a tierra firme y (0.97%) 0.12 km² es agua.

## Demografía
Según el censo de 2010, había 6415 personas residiendo en Oelwein. La densidad de población era de 510,27 hab./km². De los 6415 habitantes, Oelwein estaba compuesto por el 96.1% blancos, el 0.92% eran afroamericanos, el 0.12% eran amerindios, el 0.58% eran asiáticos, el 0.08% eran isleños del Pacífico, el 0.56% eran de otras razas y el 1.64% pertenecían a dos o más razas. Del total de la población el 2.87% eran hispanos o latinos de cualquier raza.